# Elisabeth zu Carolath-Beuthen
Pour les articles homonymes, voir Hatzfeld (homonymie).
Elisabeth Natalia Julia Johanna Fürstin zu Carolath-Beuthen, née Gräfin (comtesse) von Hatzfeldt zu Trachenberg (née le 19 novembre 1839 à Trachenberg et décédée le 12 janvier 1914 à Venise) est connue pour avoir été la compagne d'Herbert von Bismarck, le fils du chancelier Otto von Bismarck en 1880. 

## Biographie

### Origine
Elisabeth comtesse von Hatzfeldt est née du premier mariage du Fürst (prince) Hermann Anton von Hatzfeldt zu Trachenberg (1808-1874) et de sa femme Mathilde comtesse von Reichenbach-Goschütz, qui divorcée devient comtesse Götzen. Elle grandit sur le domaine de son père en Silésie. Sa famille est catholique. Elle connait bien la vie mondaine de Berlin. Philipp zu Eulenburg la décrit comme une « femme merveilleusement belle » et explique qu'elle exerce un fort pouvoir d'attraction sur de nombreux membres de la cour, comme beaucoup d'autres, il en est tombé amoureux durant sa jeunesse.
Elle est particulièrement appréciée dans les salons berlinois pour son charme, son humour et son addiction aux jeux bien connue, on dit par exemple qu'elle aurait joué en un soir un héritage de 110 000 Taller qu'elle venait juste d'acquérir. Sa beauté est célébrée par Gustav Richter dans un portrait de 1872. Son aventure avec Herbert von Bismarck, le fils ainé d'Otto von Bismarck va l'entrainer dans le monde impitoyable de la politique de cour. Après leur séparation en 1881, elle déménage à Venise, où elle décède 6 mois avant le déclenchement de la guerre.

### Liaison avec Herbert von Bismarck
Alors qu'elle est mariée au propriétaire terrien et député au Reichstag Karl zu Carolath-Beuthen (de), elle fait la connaissance d'Herbert von Bismarck qui est de 10 ans son cadet, celui-ci s'éprend immédiatement d'elle. Si l'on en croit les contemporains de l'événement, c'est la seule fois où Herbert a été pris d'une telle passion. En 1879 commence donc leur liaison tumultueuse. En 1881, elle divorce de son mari, afin d'épouser Herbert, qui s'empresse alors d'annoncer à son entourage l'imminence de leur mariage. Philipp zu Eulenburg, ami à la fois des deux amants et du chancelier du Reich, père d'Herbert, joue le médiateur. Il écrit à propos d'Elisabeth:

« La princesse aimait profondément Herbert. Elle d'une nature généreuse. Belle, coquette, mais tout en finesse. Elle a un vif intérêt pour l'art. Éminemment musicale. Une personne à la fois fière et distinguée, qui a dû passer par la vie rude du foyer paternel, où elle était loin d'être cajolée,. »

Toutefois, les envies de mariage d'Herbert sont vivement réprimées par son père. Ce dernier considère le mariage comme inopportun : Elisabeth est catholique et divorcée, ce qui est en totale contradiction avec les traditions protestantes répandues à la cour de la monarchie prussienne. De plus, les deux amants ont une différence d'âge assez importante, chose une fois encore peu courante. La famille d'Elisabeth, les Hatzfeld-Trachenberg, à la fois catholique et libérale ne plait également pas du tout à Otto von Bismarck. Ainsi la sœur ainée d'Elisabeth : Franziska est mariée à l'adjudant général Walter von Loë qui a joué un rôle important dans la résistance à la politique de la Kulturkampf menée par le chancelier contre les catholiques. Walter s'implique de manière énergique pour permettre aux deux amants de se marier. La belle-sœur d'Elisabeth : Marie von Schleinitz possède, elle, un salon libéral parmi les plus influents de Berlin, c'est une opposante déclarée du chancelier.
En ce début de l'année 1881, cette liaison est de toutes les discussions berlinoises. Le journal d'opposition Vossische Zeitung écrit ainsi :

« Le prince Carolath-Beuthen, député au Reichstag, a demandé à prendre des congés prolongés afin de se retirer sur son domaine. - La princesse Carolath est elle arrivée à Messine en Sicile. - Le comte Herbert Bismarck a lui quitté Berlin depuis un certain temps déjà. L'annonce selon laquelle il serait allé en Italie pour y effectuer une mission n'a elle pas encore été confirmée,. »

Leur liaison était connue de toute la société de cour depuis bien longtemps. Le divorce d'Elisabeth met Herbert au pied du mur, qui à l'époque occupe, grâce à son père, la fonction de secrétaire d'État aux affaires étrangères. Cela conduit à une vive crise dans la famille Bismarck. Otto est furieux et menace de déshériter Herbert au profit de son plus jeune frère Wilhelm, ce qui revenait à jeter Herbert dans la pauvreté. Otto va même jusqu'à menacer de se suicider pour dissuader son fils d'épouser Elisabeth.
En mai 1881, Elisabeth part pour Venise. Herbert veut la suivre, mais son père menace de le suivre à son tour et de parler directement à la princesse, ce qui aurait jeté le ridicule sur Herbert et sa famille.
La menace fonctionne et Herbert renonce. Elisabeth de son côté est très déçue par la tournure que prennent les événements et arrête de correspondre avec le comte. Elle passe le reste de sa vie au Palazzo Modena sur le Cannaregio dans l'ancienne cité-État. La fin tragique de son amour avec Elisabeth fait d'Herbert un homme brisé et indésirable. Il devient par la suite de plus en plus penché sur l'alcool et violent. Bernhard von Bülow résume ainsi :

« Il avait aimé la princesse Carolath passionnément. Il l'aime encore, et je pense, n'a jamais arrêté de l'aimer. Il n'a jamais réussi à se débarrasser de l'idée qu'il a sacrifié sa vie pour son plus grand amour et que son comportement dans toute cette affaire n'a été ni intelligent ni correct, »

### Ressentiment probable d'Otto von Bismarck
Les opposants d'Otto von Bismarck surtout pensent qu'une autre raison se cache derrière sa profonde réprobation de la liaison entre son fils et Elisabeth : Herbert était le successeur naturel d'Otto et celui-ci aurait eu l'idée de le marier à une princesse prussienne, dans le meilleur des cas une fille de Frederic III afin de fonder une dynastie parallèle à celle des Hohenzollern. Cela demandait bien-sûr qu'Herbert reste célibataire. Cependant cette opinion est aujourd'hui peu partagée par les historiens actuels.

## Famille

### Mariage et descendance
Elisabeth von Hatzfeldt se marie le 23 avril 1866 au Fürst Carl Ludwig Erdmann Ferdinand zu Carolath-Beuthen (de) (1845-1912). Le couple se sépare en 1881. Ensemble ils ont une fille :
- Karoline Elisabeth Oktavie Sibylla Margarete Prinzessin von Schoenaich-Carolath (1867-1911)

∞ 1894 Graf Hans von Königsmarck (1865-1943)

### Frères et sœurs
Elisabeth est issue d'une famille influente. Ainsi sa tante du côté paternel est Sophie von Hatzfeldt.
Ses frères et sœurs sont:
- Graf Stanislaus von Hatzfeldt zu Trachenberg (1831-1870), décédé à la bataille d'Amiens
- Franziska von Hatzfeld zu Trachenberg (1833-1922) ∞ (1) Paul von Nimptsch ∞ (2) Walter von Loë

Ses demi-frères et demi-sœurs issus du second mariage de son père sont:
- Hermann, Fürst von Hatzfeldt, Herzog zu Trachenberg (1848-1933) ∞ Natalie von Benckendorff
- Hermine von Hatzfeldt zu Trachenberg (1852-1906) ∞ (1) Eduard Teleki von Szék ∞ (2) Emil von Hoenning O’Carroll.

Elle a également une belle-sœur, fille du premier mariage de sa belle-mère Marie von Buch (née von Nimptsch) avec Ludwig August von Buch :
- Marie von Buch (1842-1912) ∞ (1) Alexander von Schleinitz ∞ (2) Anton von Wolkenstein-Trostburg.